# Johann Friedrich Cotta

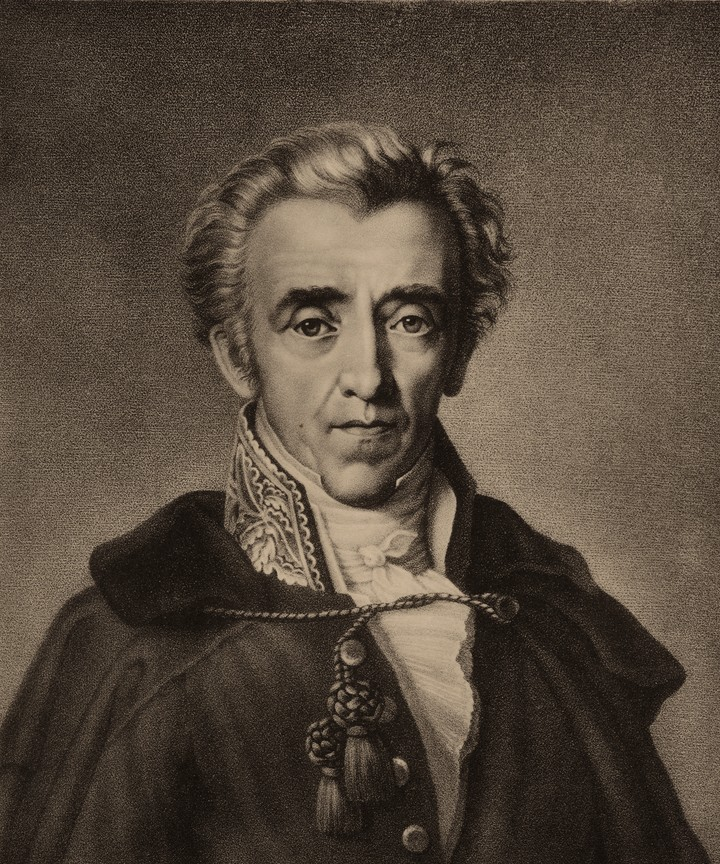
Johann Friedrich Freiherr von Cotta (Lithographie, um 1830)

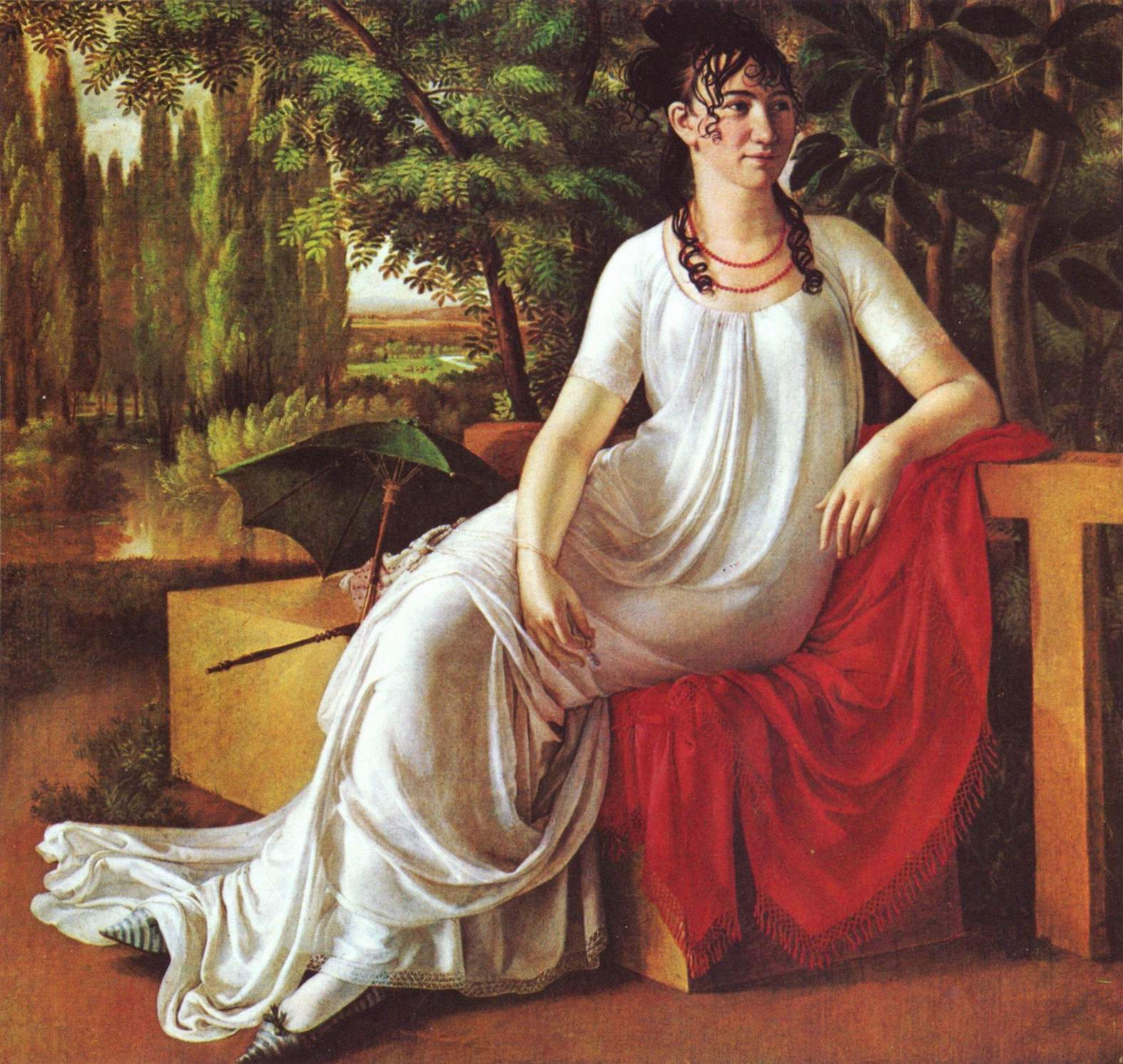
J. F. Cottas Ehefrau Wilhelmine (Porträt von Christian Gottlieb Schick, 1802)

Johann Friedrich Cotta, am 24. November 1817 württembergische Anerkennung alten Adels aufgrund eines kaiserlichen Wappenbriefes von 1420 als Cotta von Cottendorf, seit 1822 bayerischer Freiherr (* 27. April 1764 in Stuttgart; † 29. Dezember 1832 ebenda) war ein deutscher Verleger, Industriepionier und Politiker.

## Leben und verlegerisches Wirken
Cotta studierte Mathematik, Geschichte und Jura. 1787 übernahm er das 1659 in Tübingen gegründete Familienunternehmen, die Cotta’sche Verlagsbuchhandlung. Nach anfänglichen finanziellen Schwierigkeiten gelang ihm mit Beharrlichkeit und Fleiß, persönlicher Bescheidenheit und Großmut gegenüber seinen Autoren der Ausbau des Unternehmens zum bedeutendsten Verlag der deutschen Klassik. Neben seinen wichtigsten Autoren Johann Wolfgang Goethe, dessen berühmte Ausgabe letzter Hand bei Cotta erschien, und Friedrich Schiller zählten auch Hölderlin, Hebel, Uhland, Schwab, Schelling, Fichte, Pestalozzi, Kleist, Annette von Droste-Hülshoff, Alexander von Humboldt, Jean Paul, Hegel, Herder, Christian Schreiber und Johann Gottlieb Friedrich Bohnenberger dazu.
Johann Friedrich Cottas Vater war Christoph Friedrich Cotta senior (1724–1807), württembergischer Hof- und Kanzleibuchdrucker, Herausgeber der Hofzeitung und des Oekonomie-Wochenblatts (seit 1791). Cottas Mutter war Rosalie Cotta, geb. Pyrker (1738–1812), Tochter des Konzertmeisters Joseph Franz Pirker und der bekannten Sängerin Marianne Pirker (1717–1782), die wegen ihrer Treue zur Herzogin von Württemberg 1756–1764 eingekerkert war. Ein Bruder Johann Friedrich Cottas war Christoph Friedrich („Fritz“) Cotta iunior (1758–1838), Jurist, Herausgeber der Monatsschrift Teutsche Staatslitteratur, als Jakobiner Anhänger der Französischen Revolution in Mainz und Straßburg, Publizist. – Der Theologe Johann Friedrich Cotta, senior, war ein Großonkel Johann Friedrich Cottas.
Johann Friedrich Cottas erste Ehefrau war seit dem 11. Januar 1791 Wilhelmine Ernestine Philippine Cotta (seit 1817 Cotta von Cottendorf), geb. Haas, * Kilchberg bei Tübingen 17. Mai 1769, gest. auf Burg Dotternhausen, dem „Cottaschen Schloss“, in Dotternhausen auf der Zollernalb 23. August 1821. Sie war Tochter von Johann Conrad Haas, geb. Neuhausen ob Eck bei Tuttlingen 18. Januar 1719; † Kilchberg bei Tübingen 4. Mai 1769, und von Maria Elisabeth Haas, geb. Schott, * Waldenbuch 2. September 1731; † Tübingen 31. Mai 1805. – Cottas zweite Ehefrau war seit der Hochzeit in Hedelfingen 1824 Elisabeth Cotta Freifrau von Cottendorf, geb. Freiin von Gemmingen-Guttenberg (1789–1859), nachmals (seit 1835) Freifrau von Hügel. Sie war Tochter von Ludwig Eberhard Freiherrn von Gemmingen-Guttenberg und von Luise Auguste Freifrau von Gemmingen-Guttenberg, geb. Freiin von Saint-André. Ihr zweiter Ehemann war Ernst Eugen Freiherr von Hügel (1774–1844), württembergischer Generalleutnant und Kriegsminister (1829–1842).
Frühzeitig gab es Beziehungen zwischen den Familien Cotta und Schiller. Ein Vetter des Druckers Christoph Friedrich senior, Johann Melchior Kapff (1727–1799), war während des Aufenthalts der Familie Schiller in Lorch (Württemberg) (1764–1766) dort als Geistlicher tätig (seit 1758 dort Diaconus, 1767 dort Pfarrer). Offensichtlich schloss Pfarrer Kapff mit der Familie des Dichters Freundschaft – es entstand auch eine Patenbeziehung zwischen der Familie Kapff und Schillers Geschwisterkreis – und vermittelte dann möglicherweise der 1766 nach Ludwigsburg übersiedelten Familie Schiller deren zweite dortige Wohnung (1768–1773) im Ludwigsburger Haus seines Vetters Christoph Friedrich Cotta senior. Wegen der Verwandtschaft Kapff/Cotta ist der Schillersche Einzug gerade in diese Ludwigsburger Wohnung über Cottas Buchdruckerei wohl nicht als „Zufall“ anzusehen, und schon hier bahnte sich die spätere Verbindung zu Schillers berühmtem Verleger an: Schiller spielte schon als Kind in der Druckerei mit Cottaschen Lettern. Bereits Cottas Vater wurde 1767–1769 Verleger für Schillers Vater und 1780 für Schiller selbst, und als Quelle für Schillers Ballade Der Taucher gilt ein von Cottas Vater gedrucktes und verlegtes Kinderbuch: Gebete und Unterhaltungen in Liedern und Versen, besonders der Jugend gewidmet. Von M[agister]. Christian Gottlieb Göz. Stuttgard, bey Christoph Friedrich Cotta, Hof- und Canzlei Buchdruker. 1790.
1793 traf Cotta in Tübingen auf Vermittlung des dortigen Philosophieprofessors Jakob Friedrich Abel, des einstigen Lehrers von Schiller an der Karlsschule, mit dem damals schon berühmten Dichter zusammen, als dieser seine schwäbische Heimat besuchte. Aus dieser Bekanntschaft entwickelte sich nicht nur eine enge persönliche Verbindung, sondern auch eine intensive verlegerische Zusammenarbeit: Schiller stellte den Kontakt zu den Weimarer Klassikern um Goethe her und legte damit den Grundstein für den Aufstieg des Cottaschen Verlagshauses.
Cotta verlegte unter anderem die Zeitungen und Zeitschriften Die Horen, den Musen-Almanach, die Allgemeine Zeitung, das Morgenblatt für gebildete Stände (1816–1849 mit der Beilage Kunst-Blatt) und das Literaturblatt sowie die Frauenzeitschriften Amaliens Erholungsstunden und Flora.
Am 19. Juli 1796 wurde in Tübingen sein Sohn Johann Georg von Cotta geboren.

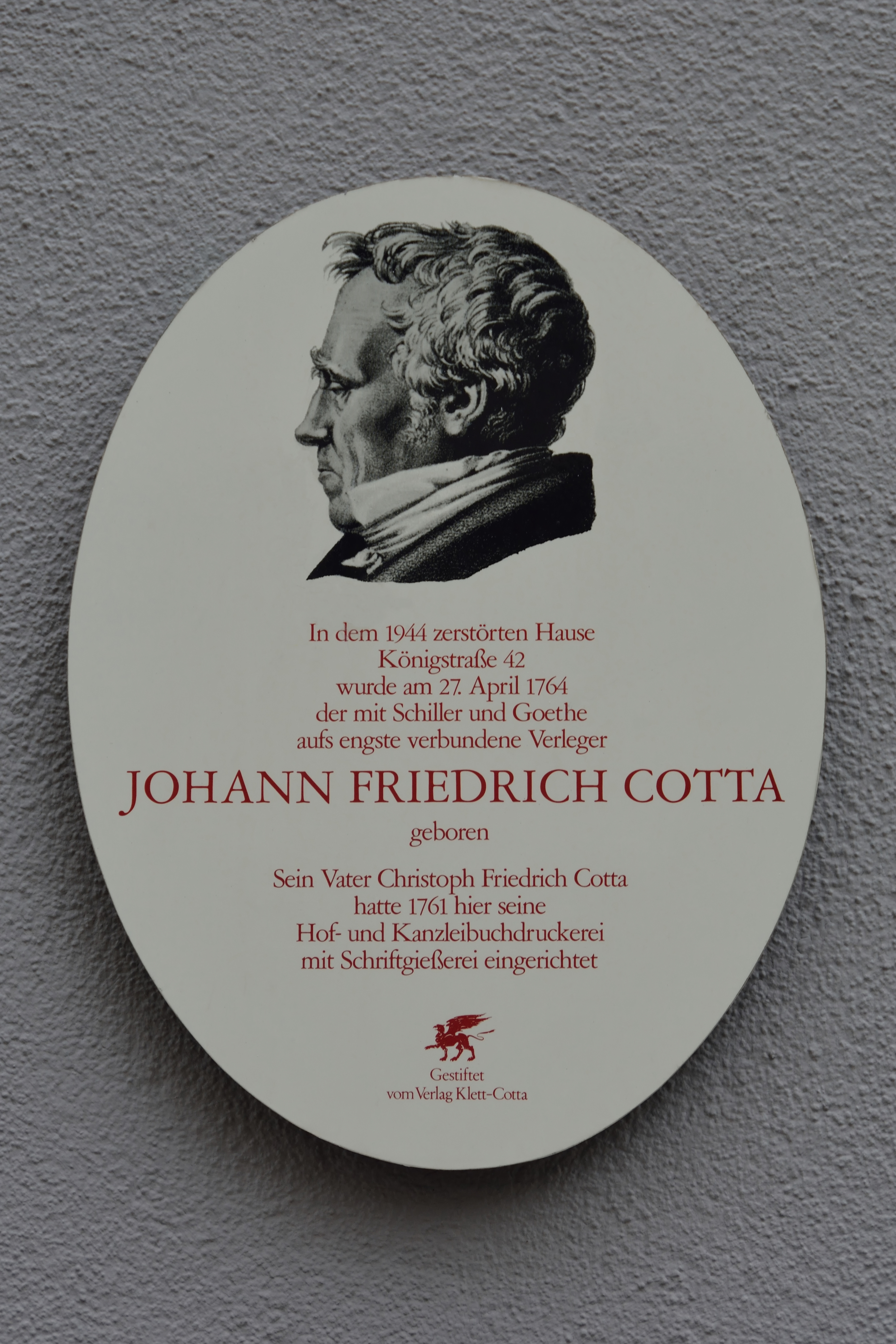
Gedenktafel am Geburtshaus

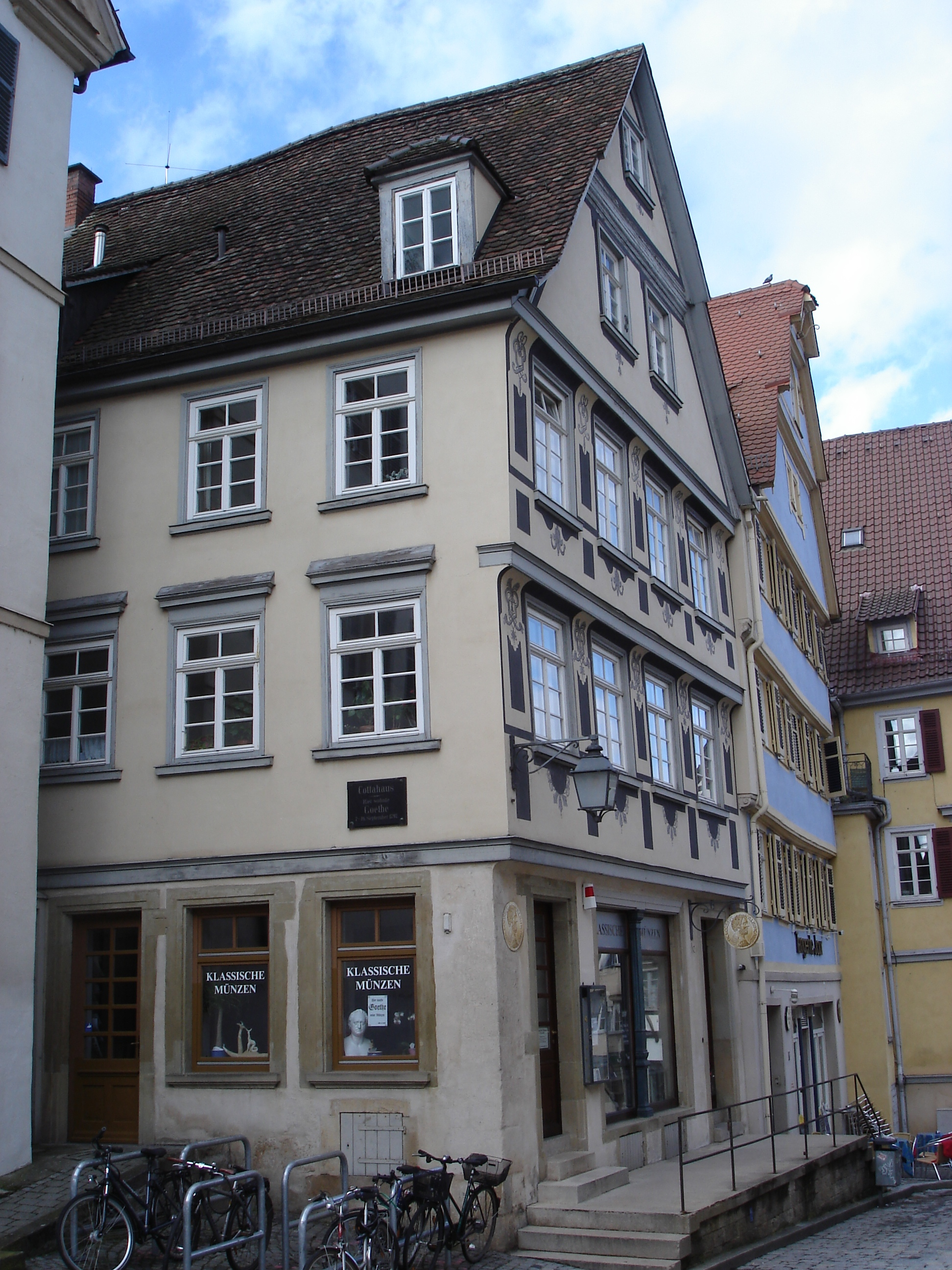
Cottas Wohnhaus in Tübingen

1814 war Cotta Deputierter beim Wiener Kongress, wo er – angesichts der von Napoléon Bonaparte eingeführten Zensurmaßnahmen und Schutzzölle – für die Unabhängigkeit des deutschen Buchhandels eintrat.
Cotta setzte sich – wie auch Treuttel & Würtz in Paris – für die Verbreitung der Lithographie ein. J. F. Cotta gründete seine Pressemacht auf den Einsatz von Dampfmaschinen. Seit 1822 führte er in Verbindung mit dem Maschinenbauer John Cockerill (1790–1840) und verschiedenen Geldgebern die Dampfschifffahrt im Rhein-, Main- und Donaugebiet ein, die er mit den betreffenden Regierungen regulierte und als Europäisches Wasserstraßennetz mit Überseeanschluss zu erweitern suchte. Durch die Wirtschaftskrise vom Herbst 1825 kam das Gesamtprojekt zum Erliegen, während die dazugehörigen Regionalprojekte stagnierten.
1827 gründete er mit seinem Sohn die Dependance Literarisch-artistische Anstalt der J. G. Cotta’schen Buchhandlung für lithographische Vervielfältigung und Kuperferdruck, nebst Buch-, Kunst- und Landkartenhandel in München. Bei dieser erschienen die Zeitung Das Ausland und Das Inland.

## Badischer Hof
1807 bis 1809 ließ Cotta in Baden-Baden ein altes Kapuzinerkloster umbauen. Der Badische Hof wurde das erste Luxushotel in Baden-Baden und das erste Palasthotel in Deutschland.

## Bodenseeschifffahrt
1824 führte er in Verbindung mit Edward Church, dem damaligen Konsul der Vereinigten Staaten von Amerika in Bordeaux, und König Wilhelm I. von Württemberg die Dampfschifffahrt auf dem Bodensee ein. Zu diesem Zweck gründete er mit Edward Church und David Macaire d’Hoggner die Friedrichshafener Dampfbootgesellschaft. Church hatte bereits im Mai 1823 in Genf das erste Schweizer Dampfboot Guillaume Tell für den Genfersee gebaut. In den folgenden Jahren erhielt Church auch Dampfbootaufträge für den Bielersee, den Neuenburgersee und den Zürichsee.
Von Cotta und Church (letzterer wurde in einem Zeitungsartikel auch „Direktor der Dampfschiffswerften am Bodensee“ genannt) hatten sich parallel zu den Vorbereitungen in Württemberg auch in Bayern um das Privileg zum Bau und Betrieb eines Dampfschiffes auf 12 Jahre bemüht. So wurden auf dem Friedrichshafener Schiffsholm gleichzeitig zwei Dampfschiffe gebaut: das württembergische Schiff Wilhelm und die für den bayerischen Standort vorgesehene Max Joseph. Beide Schiffe wurden 1824 im Abstand von wenigen Wochen in Dienst gestellt.
Trotz seines bayerischen Schifffahrtspatentes konnte von Cotta mit seinem Projekt in Bayern nie Fuß fassen,
weil die Königlich Bayerische Regierung sich nicht für die Dampfbootgesellschaft einsetzte. Der württembergische König dagegen hatte den alteingesessenen Schiffern die Privilegien gegen Zahlung einer Leibrente abgekauft. Von Cotta konnte seinen Betriebsstützpunkt Lindau nicht halten und versuchte daraufhin, zum badischen Bodenseeufer auszuweichen. Auch hier stieß er auf den erbitterten Widerstand der Schiffergilden.
Nach kaum sechsjährigem Betrieb hatten Vibrationen der Dampfmaschine die Holzkonstruktion der Max Joseph soweit geschwächt, dass das Schiff 1829 außer Dienst gestellt wurde. Cotta und Church versuchten vergeblich, es zu einem Spottpreis an die bayerische Regierung zu verkaufen; dann gaben sie es zum Abwracken frei.
Aus Cottas Briefen geht hervor, dass der Misserfolg seines Bodensee-Projekts ihn in seinen letzten Lebensjahren sehr verbitterte.

## Zollvereinspolitik
Cotta war von 1815 bis 1819 Mitglied der Ständeversammlungen und von 1819 bis 1831 der Zweiten Kammer des Landtags in Stuttgart. Durch sein Verhandlungsgeschick, seine Verbindungen und sein persönliches Engagement trug Cotta wesentlich dazu bei, dass 1824 der württembergisch-hohenzollersche Zollverein und 1828 der bayerisch-württembergischen Zollverband zustande kamen. Im Jahr 1829 schließlich war er erneut als Vermittler tätig. Dies führte zu einer Annäherung des süddeutschen Zollvereins und des preußisch-hessischen Zollvereins. Die Einigung war eine der zentralen Voraussetzungen für die Entstehung des Deutschen Zollvereins.

## Namensgeber
Cottas Grab befindet sich auf dem Hoppenlaufriedhof. Das ehemalige Wirtschaftsgymnasium Stuttgart-Ost führt von Cotta als Schulname mit der Johann-Friedrich-von-Cotta-Schule. In seinem ehemaligen Wohnsitz Schloss Hohenkammer gibt es den Cotta-Saal, einen Veranstaltungsraum für bis zu 100 Personen. Nach ihm ist der Johann-Friedrich-von-Cotta-Literatur- und Übersetzerpreis der Landeshauptstadt Stuttgart benannt.